# CRISIS 公安機動搜查隊特搜組
《CRISIS 公安機動搜查隊特搜組》，為日本關西電視台製作、富士聯播網週二晚間九點連續劇（火九）時段，於2017年4月11日起播出的日本電視劇。由小栗旬主演。

## 演員陣容

### 公安機動搜查隊特搜班
稻見 朗：小栗旬（粵語配音：鄧永健）
階級：巡查部長。
前陸上自衛隊第1空降團搜查官、臥底。擅長近身格鬥。
田丸 三郎：西島秀俊（粵語配音：黃榮璋）
階級：巡查部長。
吉永 三成：田中哲司（粵語配音：何家裕）
階級：警部。
搜查班班長。
樫井 勇輔：野間口徹（粵語配音：鄧燦陽）
階級：巡查部長。
前爆裂物處理班特搜班成員。嗅覺優秀，有類似聯覺的能力。
大山 玲：新木優子（粵語配音：石梓晴）
階級：巡査部長。
精明的前，網路情報分析的專家。

### 警察廳
鍛治 大輝：長塚京三（粵語配音：黃志明）
階級：警視監。
警察廳警備局長。公安機動搜査隊特搜班的創辦者。

### 警視廳
乾 陽一：嶋田久作（第6話、第7話）
警視總監。
土岐田 宗利：奧田達士（第3話、第7話）
警視廳公安部長。
青沼 祐光：飯田基祐
階級：警視。
警視廳公安總務課長。
星野 司：堀部圭亮
警視廳搜查一課管理官。
林 智史：真島秀和
公安部潛入搜查官。妻子為林千種。由田丸安排潛入新興宗教團體「神之光教團」以出家者的身份進行臥底行動。

### 其他人物
林 千種：石田百合子
主婦，林智史的妻子。由田丸負責照顧她。
松永 芳：野崎萌香
大學職員。
吉行：芹澤興人
稻見經常光顧的酒吧酒保。

### 客串演員
第1話
宇田川 圭介：白洲迅（粵語配音：杜景煜）
23歲，外務大臣宇田川勇介的兒子，利用父親對其的疼愛，在外面作奸犯科，雖然被搜查一課列管但都平安無事，後來被恐怖分子「平成維新軍」綁架。
佐川 知廣：安藤瑠一
22歲，大學生。宇田川圭介的朋友，與宇田川圭介一起在外做壞事。
鳥越 惠美：井桁弘惠
21歲，大學生，被宇田川圭介和佐川知廣性侵後，兩人因為沒有受到法律制裁，最後自殺。
岡本 史明：窪園純一（第8話）
現任文部科學大臣。
第2話
神谷 透：石黑賢（第5話）
新上任的內閣官房長官，利用權勢意圖隱瞞自己涉足政治、企業家間的秘密雛妓服務，還令一名未成年少女永久昏迷。第2話結尾與警備局長鍛治大輝達成協議，永久支付艾麗絲的醫療費以及兩位少女的生活費，換得不公開，此後因事跡敗露慘淡下台。
古垣 伸一郎：大西武志
自由記者。
若松：山口祥行
暗殺者。
西尾 峰子：樁由紀子
神谷常出入宅邸的屋主。
早川 時枝：赤間麻里子
西尾家的鄰居。
財部：岡部隆
世田谷西醫院的醫師。
德洛莉絲：原菜乃華
愛麗絲：奥田七海
少女。
第3話
大畑 讓：大和孔太
黑道組織組長（戶田昌宏飾演）的兒子。受到「平成維新軍」染指進行恐怖襲擊事件的年輕人。
藤崎 正一：堀家一希
受到「平成維新軍」染指進行恐怖襲擊事件的年輕人。
藤崎 誠二：西山潤
受到「平成維新軍」染指進行恐怖襲擊事件的年輕人。
濱尾 徹：螢雪次朗
捲入收受賄賂疑雲的國會議員。前執政黨政調會長。在自宅門前遭到槍殺。
黑須 一雄：兒玉賴信
議員。5年前曾收受門倉證券1億日圓的賄賂。前執政黨政調會長。
第4話
有馬 丈博：小市慢太郎
專攻航空宇宙工學的學者，先被他國意圖引誘洩密，上報政府後遭公安部門吸收作為雙面間諜，流出假的設計圖給他國。曾向公安表示不願繼續當間諜，卻被要脅必須繼續做下去，當疑似東窗事發遭他國長期不連絡時，出賣了公安情報，後與政府達成協議一周後離開日本。當再一次試圖出賣特搜隊資料以求生機時，被他國派出的暗殺者綁滿炸彈炸死。
咲枝：奧貫薰
有馬的前妻，離婚後獨自一人撫養幼子。
石黑：近藤公園
暗殺者，公務員。
石立：濱田學
暗殺者，石立書房店主。
第5話
澤田：杉本哲太
黑道組織仁愛興業組員。
仁科：神尾佑
黑道組織仁愛興業會長。
山岸 ：山中新
黑道組織仁愛興業組員。
第6話
里見 修一：山口馬木也
11年前曾策劃地鐵車廂無差別爆炸恐怖事件，因而遭到通緝的嫌犯。
羽田：山口翔悟
11年前曾協助策劃地鐵爆炸事件的邪教教團信眾。
第7話
坂本：今井悠貴（粵語配音：高瀚章）
高中生，本名大庭明人，疑似為平成維新軍的一員。
大庭 雅繪：菊地裕子
明人的母親。
大庭 信：小澤日出晴
明人的父親。
西鄉：松岡廣大
川上：藤原季節
鶴岡：勸修寺保都
島仲：青野楓
高橋里恩
林田：二宮郁
平成維新軍成員。
伍代 慎司：町山博彥
弘安大學法學部學生，父親是新任內閣官房長官伍代秀義。
服部 淳宏：濱田和馬
嘉慶大學文學部學生，父親是財務大臣服部五郎。
柘植 佳純：佐倉星
永正大學經濟學部學生，父親是防衛大臣柘植信光。
荒木 達雄：小林亮太
天治大學經濟學部學生，母親是厚生勞動大臣荒木麻美。
陣內 士郎：才川浩二
明德大學經營學部學生，父親為總務大臣陣內友喜。
第8話
上川：利重剛
神之光教團幹部。
光永：森岡豐
荒井：後藤洋央紀（新日本職業摔角職業摔角選手）
久保：土井成樹（DRAGON GATE職業摔角選手）
神之光教團的信眾。
第9話
結城 雅：金子統昭（第10話）
稻見在自衛隊時代的夥伴。不明原因脫隊，並暗中謀劃著某項行動。
岸部 正臣：龍雷太（第10話）
內閣總理大臣。
岸部 早苗：相築彰子
總理夫人。
岩尾 悠美：菊池真琴（第10話）
女服務員，在一年前的飯店爆炸案中喪生。結城雅的未婚妻。
第10話
岸部大介：長田成哉
內閣總理大臣岸部正臣的兒子。與一年前的飯店爆炸案有關，案件發生後，躲到美國避風頭。
新聞主播：新實彰平（關西電視台主播）

## 工作人員
- 原案、編劇：金城一紀（日语：金城一紀）
- 音樂：泽野弘之、KOHTA YAMAMOTO
- 主題曲：Beverly〈I need your love〉
- 導演：鈴木浩介、白木啟一郎（關西電視台）
- 執行製作：笠置高弘（關西電視台）
- 製作人：萩原崇（關西電視台）
- 共同製作人：坂田佳弘（關西電視台）
- 製作：關西電視台

## 播出日期與收視率
| 集數                                                    | 播出日期 | 標題                               | 導演       | 收視率 | 備註       |
| ------------------------------------------------------- | -------- | ---------------------------------- | ---------- | ------ | ---------- |
| 第1集                                                   | 04月11日 | 防止炸彈恐攻事件！特別搜查隊啟動！ | 鈴木浩介   | 13.9%  | 加長15分鐘 |
| 第2集                                                   | 04月18日 | 揭發暗殺的真相                     | 鈴木浩介   | 11.2%  |            |
| 第3集                                                   | 04月25日 | 襲擊議員！阻止恐怖行動             | 白木啟一郎 | 12.0%  |            |
| 第4集                                                   | 05月02日 | 保護重要人物！罪與罰的結局         | 鈴木浩介   | 08.4%  |            |
| 第5集                                                   | 05月09日 | 潛入調查的黑色圈套                 | 鈴木浩介   | 10.3%  |            |
| 第6集                                                   | 05月16日 | 阻止地下鐵爆炸恐怖行動             | 白木啟一郎 | 10.2%  |            |
| 第7集                                                   | 05月23日 | 維新軍之謎！守護未來               | 鈴木浩介   | 08.7%  |            |
| 第8集                                                   | 05月30日 | 激鬥誓死的營救！                   | 白木啟一郎 | 10.5%  |            |
| 第9集                                                   | 06月06日 | 最強的敵人！特別搜查隊終於崩潰     | 鈴木浩介   | 10.3%  |            |
| 第10集                                                  | 06月13日 | 最後的決斷！命懸一線的決戰         | 鈴木浩介   | 09.6%  |            |
| 平均收視率10.6%（收視率由Video Research於關東地區統計） |          |                                    |            |        |            |

## 關聯商品
- 角川文库：（周木律，原案：金城一紀，2017年3月25日，KADOKAWA，ISBN 9784041053935）[20]
  - 與電視劇版情節相異的原創小說

## 獎項
| 名稱                    | 獎項     | 獲獎者               | 結果 |
| ----------------------- | -------- | -------------------- | ---- |
| 第8回CONFiDENCE日劇大獎 | 男主角賞 | 小栗旬               | 獲獎 |
| 第8回CONFiDENCE日劇大獎 | 新人賞   | 新木優子             | 獲獎 |
| 第93回日劇學院賞        | 作品賞   | CRISIS               | 提名 |
| 第93回日劇學院賞        | 導演賞   | 鈴木浩介、白木啓一郎 | 獲獎 |
| 第93回日劇學院賞        | 劇本賞   | 金城一紀             | 提名 |
| 第93回日劇學院賞        | 男主角賞 | 小栗旬               | 提名 |
| 第93回日劇學院賞        | 男配角賞 | 西島秀俊             | 提名 |

## 外部連結
- －關西電視台（日語）
- （页面存档备份，存于）－WakuWaku Japan（繁體中文）
- CRISIS 危機英雄（页面存档备份，存于）－緯來日本台（繁體中文）

| 日本 關西電視台 週二晚間九點連續劇   | 日本 關西電視台 週二晚間九點連續劇 | 日本 關西電視台 週二晚間九點連續劇 |
| ------------------------------------ | ---------------------------------- | ---------------------------------- |
|                                      | （2017.04.11 - 2017.06.13）        |                                    |
| 謊言戰爭 （2017.01.10 - 2017.03.14） | 我們做了 （2017.07.18 - 2017.09.） |                                    |

| 臺灣 WakuWaku Japan 星期二 晚上10點              | 臺灣 WakuWaku Japan 星期二 晚上10點 | 臺灣 WakuWaku Japan 星期二 晚上10點 |
| ------------------------------------------------ | ----------------------------------- | ----------------------------------- |
|                                                  | （2017.04.11 - 2017.06.13）         |                                     |
| 有喜歡的人台湾篇 心有所屬（重播） （2017.04.07） | 大奧 第一章                         |                                     |

| 香港 ViuTV 星期六 20:30 - 21:30 5月27日及7月29日 20:30 - 21:45 | 香港 ViuTV 星期六 20:30 - 21:30 5月27日及7月29日 20:30 - 21:45 | 香港 ViuTV 星期六 20:30 - 21:30 5月27日及7月29日 20:30 - 21:45 |
| -------------------------------------------------------------- | -------------------------------------------------------------- | -------------------------------------------------------------- |
|                                                                | （2017.05.27 - 2017.07.29）                                    |                                                                |
| 營業部長 吉良奈津子 （2017.03.11 - 2017.05.20）                | 寵物情人 （2017.08.05 - 2017.11.25）                           |                                                                |

| 臺灣 緯來日本台 週一至週五 23:00 - 00:00 | 臺灣 緯來日本台 週一至週五 23:00 - 00:00 | 臺灣 緯來日本台 週一至週五 23:00 - 00:00 |
| ---------------------------------------- | ---------------------------------------- | ---------------------------------------- |
|                                          | （2017.08.10－2017.08.23）               |                                          |
|                                          | （2017.08.24－2017.09.05）               |                                          |